# Pacta tertiis nec nocent nec prosunt
Pacta tertiis nec nocent nec prosunt (lateinisch; oft auch kurz: pacta-tertiis-Grundsatz oder pacta-tertiis-Regel; auf Deutsch etwa: „weder schaden Verträge Dritten noch nützen sie ihnen“) ist ein ursprünglich aus dem römischen Recht stammender allgemeiner Rechtsgrundsatz. Er ist besonders im Völkerrecht von Bedeutung, weil er gemäß Rechtsprechung und Lehre Teil des Völkergewohnheitsrechts ist und die Grundlage für den Artikel 34 des Wiener Übereinkommens über das Recht der Verträge (WVK) darstellt. Gemäß diesem Artikel begründen völkerrechtliche Verträge keine Pflichten oder Rechte für Drittstaaten, und dieser Rechtsgrundsatz stellt damit eine wichtige Norm über die fehlende Drittwirkung solcher Verträge dar. Sie gelten für Drittländer nur, wenn sie ihm beitreten. Ob das möglich ist, richtet sich nach dem jeweiligen Vertrag.
Sogenannte drittbegünstigende Verträge kann der Drittstaat annehmen (Artikel 34 und 36 WVK). In diesem Fall treffen ihn aber nicht nur die Rechte, sondern auch die Pflichten, die sich aus dem Vertrag ergeben. Völkerrechtlichen Verträgen zulasten Dritter muss das Drittland als Ausdruck seiner Souveränität schriftlich zustimmen.
Der Grundsatz Pacta tertiis nec nocent nec prosunt steht in engem Zusammenhang zu den Prinzipien Erga omnes des Völkerrechts bzw. der absoluten und relativen Rechte des Zivilrechts.